# Jakov Filipović
Jakov Filipović (phát âm tiếng Serbia-Croatia: [jâkoʋ filǐːpoʋitɕ, - fǐli-];sinh 17 tháng 10 năm 1992) là một cầu thủ bóng đá Croatia thi đấu cho Lokeren ở vị trí hậu vệ.